# Chile en los Juegos Olímpicos de la Juventud 2018
Chile compitió en los Juegos Olímpicos de la Juventud 2018 en Buenos Aires, Argentina, celebrados entre el 6 y el 18 de octubre de 2018. La delegación estuvo conformada por 44 atletas en 17 disciplinas y no logró ninguna medalla en las justas deportivas.

## Deportes

### Atletismo
| Sexo | Atleta            | Evento     | Stage 1  | Stage 1 |
| Sexo | Atleta            | Evento     | Distance | Rank    |
| ---- | ----------------- | ---------- | -------- | ------- |
| W    | Javiera Contreras | Pole Vault | 3'35     |         |

## Medallero
| Medalla       | Oro | Plata | Bronce | Total |
| ------------- | --- | ----- | ------ | ----- |
| Total oficial | 0   | 0     | 0      |       |

## Competidores
| Deporte   | Hombres | Mujeres | Total |
| --------- | ------- | ------- | ----- |
| Atletismo |         | 1       | 1     |